# Trailer
Ein Trailer (englisch; dt. Anhänger) ist ein aus einigen Passagen des originalen Werks zusammengesetzter Videoclip mit einer meist kurzen Laufzeit, der als Vorschau zur Werbung für einen Kino- oder Fernsehfilm, ein Computerspiel oder eine andere Veröffentlichung dient. Lange Zeit folgten Trailer tatsächlich nach einem Hauptfilm als Ausblick auf das künftige Filmprogramm. Dem Trailer verwandt ist der Teaser.

## Anwendungsfelder

### Kino
In den Vereinigten Staaten war National Screen Service lange Zeit die einzige Firma, die Trailer produzierte. Andrew J. Kuehn, der für die Firma für zwei Jahre arbeitete und danach zu MGM wechselte, gründete 1968 mit Kaleidoscope Films eine eigene Firma und entwickelte eine ganz neue, prägende Art, Trailer für Kinofilme zu produzieren.
Kino-Trailer, die große Hollywood-Produktionen ankündigen und heutzutage vor dem Hauptfilm gezeigt werden, werden oft so aufwendig produziert, dass sie selbst schon Wochen vor ihrer Premiere angekündigt und von den Fans erwartet werden. In den USA wurden beispielsweise regelrecht die Kinosäle gesprengt, als die ersten Trailer zu Star Wars: Episode I – Die dunkle Bedrohung ihre Premiere hatten. Oft war dann bei Beginn des Hauptfilms der Saal schon wieder leer.
Auffallend ist, dass Trailer meistens vor der Fertigstellung des eigentlichen Filmes produziert werden und deshalb zuweilen Szenen oder auch Musikstücke enthalten, die im fertigen Film gar nicht vorkommen. Die Synchronisationen der Trailer sind aus ähnlichen Gründen oft fehlerhaft oder weichen zumindest von der Endfassung des Films ab.
Vom Trailer abzugrenzen ist der Teaser, ein erster kurzer Werbefilm für einen Film, der bereits vor den Trailern erstellt wird. Normalerweise sind im Teaser noch keine Filmausschnitte zu finden, sondern meist extra für den Teaser angefertigtes Material, das das Publikum auf den kommenden Film neugierig machen (englisch: to tease) soll.
Es scheint sich auch eine Kurzfilmform herauszubilden, bei der Trailer ohne dazugehörigen Film hergestellt werden und z. B. über das Internet verbreitet werden (vgl. den Artikel zum Film Grindhouse).
In Deutschland werden Trailer von der FSK überprüft. Die Freigabe kann sich von der des eigentlichen Films unterscheiden. Es gibt auch Fälle, bei denen Trailer eine höhere Freigabe als der beworbene Film erhalten haben. In den USA wird zur Kennzeichnung der Altersfreigabe zwischen sogenannten „Red-Band-Trailern“, die nicht für Kinder oder Jugendliche freigegeben sind und explizite Gewaltdarstellungen beinhalten, und den für jüngere Altersgruppen unbedenklichen „Green-Band-Trailern“ unterschieden.

### PC- und Videospiele
Trailer, die zur Vorschau auf ein Computerspiel dienen, werden mit Szenen aus Zwischensequenzen und aus dem Spiel selbst zusammengestellt, die dem Zuschauer einen Einblick in das Spiel gewähren und dieses dabei möglichst positiv darstellen soll. In Deutschland werden Trailer für Videospiele von der USK überprüft.

### Fernsehen
Im Fernsehen weisen Trailer vor oder nach der Fernsehwerbung auf kommende Sendungen hin. Diese Trailer gelten medienrechtlich als Eigenwerbung und werden bei der Berechnung der Werbezeiten nicht berücksichtigt (§ 16 Abs. 4 Rundfunkstaatsvertrag).
Wird ein Film mit einer Altersfreigabe ab 16 oder keiner Jugendfreigabe im Fernsehen mit Filmausschnitten beworben, darf dies nur zu den Zeiten gezeigt werden, in denen auch der beworbene Film selbst gezeigt werden könnte. Eine Ausnahme stellen so genannte Standbildtrailer dar, die nur mit Standbildern und Audio eines Films hergestellt sind.

### Theater
Zunehmend nutzt das Theater den Trailer als Werbemittel. Auf Internetplattformen wie YouTube oder der theatereigenen Website werden Trailer zu aktuellen Aufführungen veröffentlicht.
Innovativ hat das Theater an der Ruhr bereits 1987 drei Inszenierungen von Roberto Ciulli: Dantons Tod, Gott und Der kroatische Faust vom Filmregisseur Hans Peter Clahsen adaptieren lassen und als sog. Filmtheatertrailer für die Werbung im Kino eingesetzt.
Herausfordernd bei der Adaption von Bühneninszenierungen bleibt, dass der Wechsel in das hochtechnische, audiovisuelle Medium keine effektvollen Versprechen enthalten sollte, die den dadurch motivierten Theaterbesucher von der originalen Aufführung letztlich enttäuscht.

### Radio
Im Radio künden Trailer Beiträge zu besonderen Themen und Schwerpunktsendungen an. Auch werden Hörer über Sendefrequenzen und -zeiten informiert.

### Buch
Der Begriff Buchtrailer stammt von den amerikanischen Bezeichnungen „book trailer“ bzw. „book video“. Die Bezeichnung ist Kinotrailern entlehnt. Buchtrailer sind von Verlagen in Auftrag gegebene, kurze Werbefilme für Bücher, ähnlich der Trailer für Kino- und Fernsehproduktionen. Ihre Aufgabe ist die Ankündigung von Neuerscheinungen. Sie dienen der Information der Leser und sollen zum Kauf des beworbenen Buches anregen, indem sie die wichtigsten Informationen in kürzester Zeit emotional und authentisch vermitteln. Während 2005 im deutschsprachigen Raum etwa zehn Buchtrailer produziert wurden, lag diese Zahl 2010 bereits bei mehr als 500 Videos. Bislang hat sich noch keine eigene Buchtrailer-Ästhetik durchgesetzt. Das gestalterische Spektrum reicht von abgefilmten Buchcovern, mitgeschnittenen Autorenlesungen, Schrift- und Bildanimationen bis hin zu Buchtrailern, die mit realen Schauspielern arbeiten.

## Musik
Wie auch bei den gezeigten Szenen kommt es häufig vor, dass die in dem Trailer verwendete Musik weder im Film selbst noch auf der folgenden Soundtrack-CD auftaucht.
Gerade in dieser Branche haben sich einige renommierte Firmen herausgebildet, welche für jeden Trailer speziell zugeschnittene Tracks anfertigen. Nicht selten wird dabei auf ganze Orchester und/oder Chöre zurückgegriffen. Anders als bei Filmmusik haben Komponisten bei Trailermusik höchstens 1–3 Minuten Zeit. Innerhalb eines Tracks werden zumeist viele Stimmungswechsel untergebracht. Im Extremfall sind das, laut Hauptproduzent von IM, 5–8. Daher handelt es sich bei dieser Art von Musik immer um Sonderfälle. Alle präsentierten Emotionen werden exorbitant dargestellt, um innerhalb kurzer Zeit eine maximale Wirkung zu erzielen.

## Weiterführende Literatur
- Vinzenz Hediger: Verführung zum Film. Der amerikanische Kinotrailer seit 1912. Schüren Verlag, Marburg 2001. ISBN 978-3-89472-505-1.
- Schäfer-Hock, Christian/Hartmann, Daniela 2013: Trailer zum Buch – Wie wirken Buchtrailer auf die Rezipienten? Ergebnisse des ersten Online-Experiments in Deutschland. In: Communication Today (ISSN 1338-130X), 4. Jg., Heft 2, S. 66–79.